# Papa Zósimo
O Papa Zósimo (em latim, Zosimus) tinha origem grega. Seu pontificado inicia em 18 de Março de 417 e termina dia 26 de Dezembro de 418.
Segundo o Liber Pontificalis, Zósimo foi um grego e o nome de seu pai era Abrão. O historiador Adolf von Harnack deduziu que sua família era de origem judaica, mas isso não pode-se afirmar. Nada mais se sabe sobre sua vida, antes da nomeação a Papa.
Zósimo foi sepultado no sepulcro da Basílica de São Lourenço Fora de Muros.